# كاتوفيتسه
كاتوفيتسه (بالبولندية:Katowice) هي مدينة بولندية تقع في منطقة شيليزيا العليا التاريخية جنوبي البلاد على نهري رافا وكلودنيتسه. منذ عام 1999 م اختيرت عاصمة للمقاطعة الشيليزية وكانت قبلها عاصمة لمقاطعة عرفت باسم مقاطعة كاتوفيتسه. يزيد عدد سكان التجمع السكاني في كاتوفيتسه وما حولها عن الثلاث ملايين وأربع مئة ألف نسمة.

## الطقس
تتمتع كاتوفيتسه بمناخ معتدل رطب (تصنيف كوبن للمناخ: Dfb/Cfb). يبلغ معدل درجات الحرارة نحو 8.2° مئوية (−2.0 °م أو 28.4 °ف في يناير\كانون الثاني، ترتفع حتى 17.9 °م أو 64.2 °ف في يوليو\تموز). أما معدّل هطول الأمطار السنوي فهو 652.8 مليمتر أو 25.70 بوصة.
تهب رياح ضعيفة مميزة بسرعة نحو 2 متر في الثانية (4.5 ميل/س؛ 7.2 كم/س؛ 3.9 عقدة) من الجنوب الغربي عبر بوابة مورافيا.
| البيانات المناخية لـكاتوفيتسه (المعدلات الطبيعية 1991-2020، المعدلات المتطرفة 1951 إلى الوقت الحاضر) | البيانات المناخية لـكاتوفيتسه (المعدلات الطبيعية 1991-2020، المعدلات المتطرفة 1951 إلى الوقت الحاضر) | البيانات المناخية لـكاتوفيتسه (المعدلات الطبيعية 1991-2020، المعدلات المتطرفة 1951 إلى الوقت الحاضر) | البيانات المناخية لـكاتوفيتسه (المعدلات الطبيعية 1991-2020، المعدلات المتطرفة 1951 إلى الوقت الحاضر) | البيانات المناخية لـكاتوفيتسه (المعدلات الطبيعية 1991-2020، المعدلات المتطرفة 1951 إلى الوقت الحاضر) | البيانات المناخية لـكاتوفيتسه (المعدلات الطبيعية 1991-2020، المعدلات المتطرفة 1951 إلى الوقت الحاضر) | البيانات المناخية لـكاتوفيتسه (المعدلات الطبيعية 1991-2020، المعدلات المتطرفة 1951 إلى الوقت الحاضر) | البيانات المناخية لـكاتوفيتسه (المعدلات الطبيعية 1991-2020، المعدلات المتطرفة 1951 إلى الوقت الحاضر) | البيانات المناخية لـكاتوفيتسه (المعدلات الطبيعية 1991-2020، المعدلات المتطرفة 1951 إلى الوقت الحاضر) | البيانات المناخية لـكاتوفيتسه (المعدلات الطبيعية 1991-2020، المعدلات المتطرفة 1951 إلى الوقت الحاضر) | البيانات المناخية لـكاتوفيتسه (المعدلات الطبيعية 1991-2020، المعدلات المتطرفة 1951 إلى الوقت الحاضر) | البيانات المناخية لـكاتوفيتسه (المعدلات الطبيعية 1991-2020، المعدلات المتطرفة 1951 إلى الوقت الحاضر) | البيانات المناخية لـكاتوفيتسه (المعدلات الطبيعية 1991-2020، المعدلات المتطرفة 1951 إلى الوقت الحاضر) | البيانات المناخية لـكاتوفيتسه (المعدلات الطبيعية 1991-2020، المعدلات المتطرفة 1951 إلى الوقت الحاضر) |
| الشهر                                                                                                | يناير                                                                                                | فبراير                                                                                               | مارس                                                                                                 | أبريل                                                                                                | مايو                                                                                                 | يونيو                                                                                                | يوليو                                                                                                | أغسطس                                                                                                | سبتمبر                                                                                               | أكتوبر                                                                                               | نوفمبر                                                                                               | ديسمبر                                                                                               | المعدل السنوي                                                                                        |
| --- | --- | --- | --- | --- | --- | --- | --- | --- | --- | --- | --- | --- | --- |
| الدرجة القصوى °م (°ف)                                                                                | 16.0 (60.8)                                                                                          | 18.8 (65.8)                                                                                          | 22.8 (73.0)                                                                                          | 29.5 (85.1)                                                                                          | 32.2 (90.0)                                                                                          | 34.6 (94.3)                                                                                          | 35.7 (96.3)                                                                                          | 37.2 (99.0)                                                                                          | 34.4 (93.9)                                                                                          | 26.6 (79.9)                                                                                          | 20.9 (69.6)                                                                                          | 18.2 (64.8)                                                                                          | 37.2 (99.0)                                                                                          |
| متوسط درجة الحرارة الكبرى °م (°ف)                                                                    | 1.8 (35.2)                                                                                           | 3.7 (38.7)                                                                                           | 8.2 (46.8)                                                                                           | 14.9 (58.8)                                                                                          | 19.6 (67.3)                                                                                          | 22.9 (73.2)                                                                                          | 24.9 (76.8)                                                                                          | 24.6 (76.3)                                                                                          | 19.2 (66.6)                                                                                          | 13.7 (56.7)                                                                                          | 7.8 (46.0)                                                                                           | 2.7 (36.9)                                                                                           | 13.7 (56.7)                                                                                          |
| المتوسط اليومي °م (°ف)                                                                               | −1.6 (29.1)                                                                                          | 0.1 (32.2)                                                                                           | 3.6 (38.5)                                                                                           | 9.3 (48.7)                                                                                           | 13.8 (56.8)                                                                                          | 17.3 (63.1)                                                                                          | 19.1 (66.4)                                                                                          | 18.6 (65.5)                                                                                          | 13.7 (56.7)                                                                                          | 8.9 (48.0)                                                                                           | 4.2 (39.6)                                                                                           | 0.0 (32.0)                                                                                           | 9.0 (48.2)                                                                                           |
| متوسط درجة الحرارة الصغرى °م (°ف)                                                                    | −4.3 (24.3)                                                                                          | −3.4 (25.9)                                                                                          | −0.7 (30.7)                                                                                          | 3.5 (38.3)                                                                                           | 8.0 (46.4)                                                                                           | 11.7 (53.1)                                                                                          | 13.4 (56.1)                                                                                          | 12.9 (55.2)                                                                                          | 8.9 (48.0)                                                                                           | 4.6 (40.3)                                                                                           | 0.9 (33.6)                                                                                           | −2.9 (26.8)                                                                                          | 4.4 (39.9)                                                                                           |
| أدنى درجة حرارة °م (°ف)                                                                              | −27.4 (−17.3)                                                                                        | −30 (−22)                                                                                            | −20.8 (−5.4)                                                                                         | −8.2 (17.2)                                                                                          | −3.4 (25.9)                                                                                          | −0.3 (31.5)                                                                                          | 4.8 (40.6)                                                                                           | 3.1 (37.6)                                                                                           | −3.4 (25.9)                                                                                          | −8 (18)                                                                                              | −16.3 (2.7)                                                                                          | −24.4 (−11.9)                                                                                        | −30 (−22)                                                                                            |
| الهطول مم (إنش)                                                                                      | 43.8 (1.72)                                                                                          | 39.4 (1.55)                                                                                          | 47.7 (1.88)                                                                                          | 44.9 (1.77)                                                                                          | 75.7 (2.98)                                                                                          | 78.7 (3.10)                                                                                          | 103.8 (4.09)                                                                                         | 73.1 (2.88)                                                                                          | 69.9 (2.75)                                                                                          | 53.4 (2.10)                                                                                          | 49.0 (1.93)                                                                                          | 43.8 (1.72)                                                                                          | 723.2 (28.47)                                                                                        |
| متوسط أيام هطول الأمطار (≥ 0.1 mm)                                                                   | 17.50                                                                                                | 15.97                                                                                                | 14.77                                                                                                | 12.00                                                                                                | 14.73                                                                                                | 14.30                                                                                                | 14.83                                                                                                | 12.23                                                                                                | 12.37                                                                                                | 14.07                                                                                                | 14.23                                                                                                | 16.43                                                                                                | 173.44                                                                                               |
| متوسط الأيام المثلجة (≥ 0 cm)                                                                        | 17.7                                                                                                 | 15.2                                                                                                 | 6.1                                                                                                  | 1.4                                                                                                  | 0.0                                                                                                  | 0.0                                                                                                  | 0.0                                                                                                  | 0.0                                                                                                  | 0.0                                                                                                  | 0.2                                                                                                  | 4.4                                                                                                  | 13.1                                                                                                 | 58.1                                                                                                 |
| متوسط الرطوبة النسبية (%)                                                                            | 84.6                                                                                                 | 80.5                                                                                                 | 74.1                                                                                                 | 66.5                                                                                                 | 69.8                                                                                                 | 70.8                                                                                                 | 71.8                                                                                                 | 73.4                                                                                                 | 79.6                                                                                                 | 83.0                                                                                                 | 85.9                                                                                                 | 86.3                                                                                                 | 77.2                                                                                                 |
| ساعات سطوع الشمس الشهرية                                                                             | 50.7                                                                                                 | 70.6                                                                                                 | 122.6                                                                                                | 182.7                                                                                                | 223.7                                                                                                | 230.6                                                                                                | 246.8                                                                                                | 241.3                                                                                                | 162.6                                                                                                | 114.5                                                                                                | 61.3                                                                                                 | 43.0                                                                                                 | 1٬750٫3                                                                                              |
| المصدر #1: Institute of Meteorology and Water Management                                             | | | | | | | | | | | | | |
| المصدر #2: Meteomodel.pl (records, relative humidity 1991–2020)                                      | | | | | | | | | | | | | |

## توأمة
لكاتوفيتسه اتفاقيات توأمة مع كل من:
- أوبافا
- أوسترافا
- كولونيا (1991 - )
- موبيل
- سانت إتيان (1994 - )
- أودنسه
- ميشكولتس
- خرونينغن
- جنوب دبلن
- شنيانغ
- كوشيتسه
- دونيتسك

## أعلام
- ريكارد هيرمان
- فرانز ليوبولد نيومان
- يوزف كورباس
- ليزيك بلازنسكي
- إرنست فيليموفسكي
- ماريا غوبرت ماير
- ستنيسو آدمسكي
- زينون ستيفانيوك
- هينريك غوريسكي
- ويلي فريتش

## وصلات خارجية
- المجلس بلديّة كتوويس
- الموقعة تجاريّة كتوويس
- كتوويس، سلسا نسخة محفوظة 23 أبريل 2020 على موقع واي باك مشين.
- وبكم منظرة كتوويس
- فنادق في كتوويس
- ترام في كتوويس
- مطار كتّوويتز